# Katie Hewison
Katie Hewison (* 26. Juli 1985 in Wembley als Katie Michelle Ingram) ist eine ehemalige britische Duathletin und Triathletin. Sie ist Duathlon-Weltmeisterin (2011) sowie Duathlon-Europameisterin (2014).

## Werdegang
Katie Ingram studierte an der Loughborough University, sie startete erstmals 2009 im Triathlon und im Mai 2010 wurde sie Vizeeuropameisterin auf der Duathlon-Kurzdistanz.
Im September 2011 wurde sie Duathlon-Weltmeisterin und 2012 wurde sie Duathlon-Vizeweltmeisterin.
Im August 2014 wurde sie beim Powerman Austria Duathlon-Europameisterin.
Anfang 2015 beendete sie ihre Profi-Karriere.
Katie Hewison lebt mit ihrem Mann, mit dem sie seit Juli 2011 verheiratet ist, in Manchester.

## Sportliche Erfolge
| Datum/Jahr    | Rang | Wettbewerb                           | Austragungsort | Zeit     | Bemerkung                                                 |
| ------------- | ---- | ------------------------------------ | -------------- | -------- | --------------------------------------------------------- |
| 7. Okt. 2012  | 1    | ITU Triathlon World Cup              | Cancún         | 01:00:19 |                                                           |
| 24. Okt. 2010 | 3    | ITU Triathlon Premium European Cup   | Alanya         | 01:56:23 | hinter der Siegerin Rachel Klamer                         |
| 3. Juli 2010  | 30   | ETU Triathlon European Championships | Athlone        | 02:04:04 | Triathlon-Europameisterschaft auf der olympischen Distanz |

| Datum/Jahr    | Rang | Wettbewerb                          | Austragungsort                | Zeit       | Bemerkung                                                                                             |
| ------------- | ---- | ----------------------------------- | ----------------------------- | ---------- | --- |
| 24. Aug. 2014 | 1    | ETU Duathlon European Championships | Weyer                         | 02:09:12,3 | Europameisterin Duathlon beim Powerman Austria                                                        |
| 30. März 2014 | 2    | GBR Duathlon National Championships | Rockingham (Northamptonshire) | 01:00:41   | Vizestaatsmeisterin, hinter Emma Pallant                                                              |
| 22. Sep. 2012 | 2    | ITU Duathlon World Championships    | Nancy                         | 01:53:42   | |
| 24. Sep. 2011 | 1    | ITU Duathlon World Championships    | Gijón                         | 02:02:45   | Auf den letzten Metern überholte sie noch die Deutsche Jenny Schulz und wurde Duathlon-Weltmeisterin. |
| 3. Sep. 2010  | 6    | ITU Duathlon World Championships    | Edinburgh                     | 02:07:10   | Duathlon-Weltmeisterschaft                                                                            |
| 2. Mai 2010   | 2    | ETU Duathlon European Championships | Nancy                         | 01:51:13   | Europameisterschaft Duathlon                                                                          |

(DNF – Did Not Finish)